# Trichosanthes mafuluensis
Trichosanthes mafuluensis är en gurkväxtart som beskrevs av Elmer Drew Merrill och Perry. Trichosanthes mafuluensis ingår i släktet Trichosanthes och familjen gurkväxter. Inga underarter finns listade i Catalogue of Life.